# Partido Liberal (Grecia)
El Partido Liberal (llamado en griego, hasta 1961, Κόμμα Φιλελευθέρων, Komma Fileleftheron) fue un partido político de Grecia de ideología liberal fundado en 1910 por Eleftherios Venizelos.
Fue fundado como "Xipoliton" ( "pies descalzos") en Creta (entonces una región autónoma del Imperio otomano), y sus primeros dirigentes fueron Kostis Mitsotakis (abuelo de Konstantinos Mitsotakis) y Eleftherios Venizelos. Después de la anexión de Creta a Grecia, Venizelos se trasladó a Atenas y transformó el partido en un partido nacional con el nombre de "Fileleftheron" en el año 1910. Durante los siguientes 25 años, el destino del partido estuvo ligado al de Venizelos. El partido se disolvió legalmente tras el golpe fallido de Nikolaos Plastiras de 1935, aunque la organización se mantuvo activa.
Durante la Segunda Guerra Mundial se formó un gobierno griego en el exilio en El Cairo (Egipto), con la asistencia de los británicos. El gobierno estuvo formado casi en su totalidad por liberales prominentes tales como Georgios Papandreu y Sofoklis Venizelos, aunque el rey Jorge (del que los británicos sospechaban de progermanismo) siguió siendo el jefe de Estado oficial.
El partido se reformó después de la guerra, hasta que se unió en la Unión de Centro (Enosi Kentrou - EK) en 1961. Miembros disidentes de este partido fueron llamados a formar breves gobiernos durante la época de inestabilidad política provocada por la llamada Apostasía de 1965 del rey Jorge II. A pesar de la supresión de los partidos políticos decretada por la Junta militar de los coroneles en 1967, el partido siguió existiendo nominalmente hasta 1974, cuando se convirtió en Unión del Centro Democrático (EDIK), bajo el liderazgo de Georgios Mavros. Ese año, Konstantinos Mitsotakis formó otro partido venizelista, el Partido de los Nuevos Liberales, que se unió con Nueva Democracia en 1978.
En la década de 1980, el partido resurgió bajo la dirección de Nikitas Venizelos, nieto del fundador del partido. Reclama ser del mismo partido que se fundó en 1910 y continúa presentándose a elecciones. El partido adoptó posturas más social demócratas pero se quedó en la sombra del PASOK, con el que se alió para participar en las elecciones de 1985. Desde las elecciones de 1981, el Partido Liberal no ha logrado tener escaños en el Parlamento. Desde 1998, el partido funciona sobre todo como un foro de análisis político y de debate ideológico.
En las Elecciones al Parlamento Europeo de 2009, el Partido Liberal anunció que se presentaría bajo el nombre de Partido Liberal - Libertas.eu, la rama griega de Libertas.eu. En 2012, el partido anunció su disolución.

## Resultados electorales
| Nov. 1910 | Eleftherios Venizelos  |           |       | 307/362 |
| 1912      | Eleftherios Venizelos  |           |       | 146/181 |
| May. 1915 | Eleftherios Venizelos  | 335.949   | 48,9  | 187/316 |
| 1920      | Stilianos Gonatas      | 375.803   | 50,23 | 118/369 |
| 1923      | Stilianos Gonatas      |           |       | 250/398 |
| 1926      | Eleftherios Venizelos  | 303.140   | 31,70 | 108/286 |
| 1928      | Eleftherios Venizelos  | 477.502   | 46,94 | 178/250 |
| 1932      | Eleftherios Venizelos  | 391.521   | 33,42 | 98/250  |
| 1933      | Eleftherios Venizelos  | 379.968   | 33,30 | 80/248  |
| 1936      | Eleftherios Venizelos  | 474.651   | 37,30 | 126/300 |
| 1946      | Themistoklis Sophoulis | 159.525   | 14,39 | 48/354  |
| 1950      | Sofoklis Venizelos     | 291.083   | 17,24 | 56/250  |
| 1951      | Sofoklis Venizelos     | 325.390   | 19,04 | 57/258  |
| 1956      | Sofoklis Venizelos     | 1.620.007 | 48,15 | 132/300 |
| 1958      | Sofoklis Venizelos     | 795.445   | 20,67 | 36/300  |
| 1981      |                        | 20.645    | 0,37  | 0/300   |
| 1985      |                        | 10.551    | 0,17  | 0/300   |
| Jun. 1989 |                        | 9.001     | 0,14  | 0/300   |
| Nov. 1989 |                        | 5.125     | 0,1   | 0/300   |
| 2000      |                        | 2.091     | 0,03  | 0/300   |
| 2004      |                        | 2.619     | 0,04  | 0/300   |
| 2007      |                        | 3.099     | 0,04  | 0/300   |
| May. 2012 | Manolis Kaligiannis    | 3.589     | 0,10  | 0/300   |
| Jun. 2012 | Manolis Kaligiannis    | 615       | 0,01  | 0/300   |

## Miembros prominentes
- Eleftherios Venizelos, líder, primer ministro (1910)
- Georgios Kafantaris, primer ministro (1924)
- Andreas Michalakopulos, primer ministro (1924)
- Sofoklis Venizelos, primer ministro (1944)
- Georgios Papandreou, primer ministro (1946)
- Konstantinos Mitsotakis, diputado (1946)

## Líderes
- Eleftherios Venizelos, 1910–1936
- Themistoklis Sofulis, 1936–1948
- Sofoklis Venizelos, 1948–1961
- Nikitas Venizelos
- Manolis Kalligiannis, 1996–2012